# ماري وينغز
ماري وينغز (بالإنجليزية: Mary Wings)‏‏ (14 أبريل 1949 - ) روائية، وفنانة قصص مصورة من الولايات المتحدة.

## الجوائز
- جائزة لامدا الأدبية